# Zvornik
Zvornik (cyr. Зворник) – miasto w Bośni i Hercegowinie, w Republice Serbskiej, siedziba miasta Zvornik. W 2013 roku liczyło 11 082 mieszkańców.
W mieście rozwinął się przemysł budowlany.